# Río Picana
El río Picana es un curso natural de agua que nace al sureste de la cuenca del Lago Toro y fluye con dirección general poniente hasta desembocar en la ribera derecha del río Tres Pasos, en la Región de Magallanes.

## Caudal y régimen
La cuenca hidrográfica del río Serrano consta de tres subcuencas, la del río de las Chinas, la de los ríos Don Guillermo junto al Tres Pasos y la tercera es la del río Serrano (mismo) que incluye a las del Paine y el río Grey. 
La subcuenca del Don Guillermo y del Tres Pasos muestra un notorio régimen pluvionival, con crecidas en los meses de invierno y primavera, producto de las lluvias y deshielos, y escurrimientos muy bajos durante el resto del año. En años húmedos y secos los mayores caudales ocurren entre junio y octubre, mientras que en el resto del año se observan severos estiajes. El período de menores caudales se presenta entre noviembre y mayo.: 34 

## Historia
Luis Risopatrón lo describe en su Diccionario Jeográfico de Chile
Picana (Arroyo). 51° 18' 72° 31' Es de regular caudal, baña un valle pastoso cubierto de vejetacion i afluye del N E al rio de Tres Pasos, del lado de El Toro. 122, p. 90; 134; i 156.